# Francouzský mandát Sýrie a Libanonu

Mapa území Francouzského mandátu Sýrie a Libanonu, 1920 – 1946

Francouzský mandát Sýrie a Libanonu byl ustaven po první světové válce dne 25. dubna 1920 jako mandátní území Společnosti národů pod správou Francie. V případě Libanonu trval francouzský mandát do konce roku 1943. Dne 1. ledna 1944 byla vyhlášena nezávislá Libanonská republika. Sýrie se stala 17. dubna 1946 fakticky suverénním státem, což byl den, kdy se z jejího území stáhly francouzské vojenské jednotky.

## Dějiny

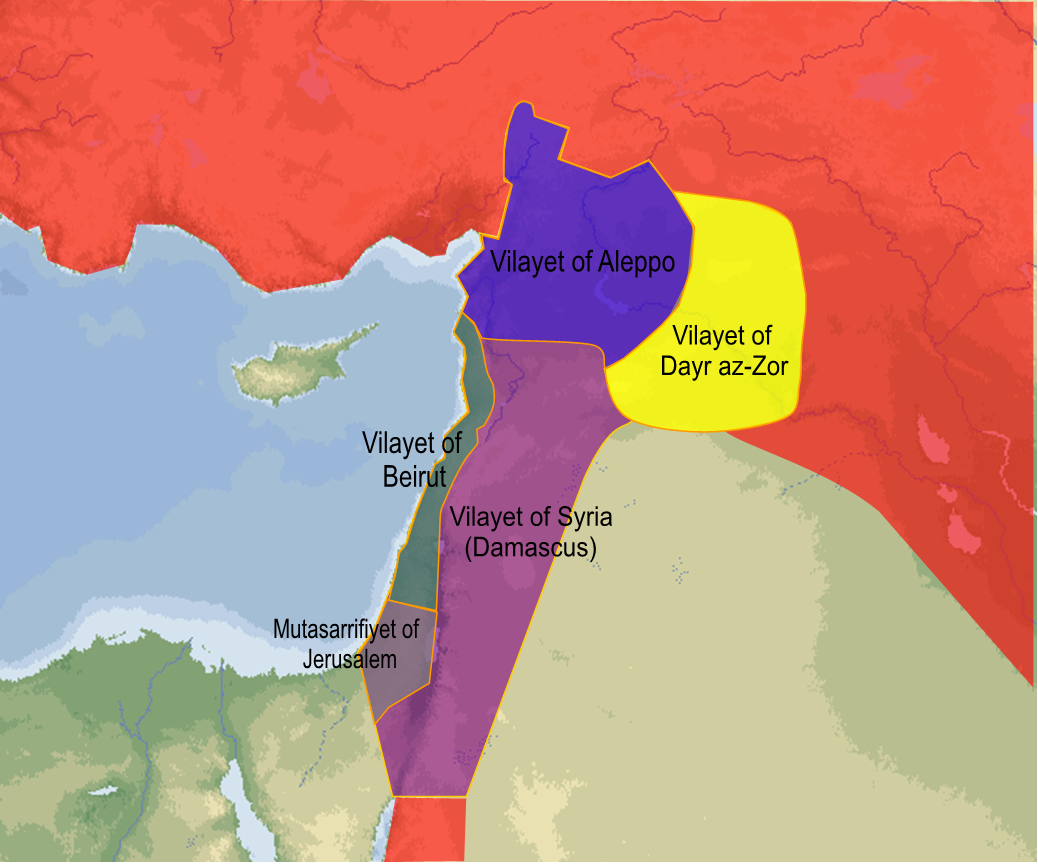
Mapa s administrativním uspořádáním území, které bylo do roku 1918 součástí Osmanské říše

Libanon a část Sýrie byly od roku 1516 do roku 1918 součástí Osmanské říše. Ke konci první světové války, v roce 1918, bylo území okupováno britskými a francouzskými vojsky. Po porážce osmanských vojsk navrhly vítězné mocnosti – Spojené království, Francie a Spojené státy americké – mandátní formu uspořádání těchto zemí jako jejich „přípravu“ na získání nezávislosti. Francouzi zde vytvořili šest administrativních území: byly to Damašek, Aleppo (Haleb), Velký Libanon, Lázikíja (Latakia, Alavitský stát), Alexandrettský sandžak, který se později připojil k Turecku, a Džebel Drúz (Suvejda).
V roce 1925 byl Libanon administrativně oddělen od Sýrie a 23. června 1926 byla pro něj vyhlášena ústava a Velký Libanon byl přejmenován na Libanonskou republiku, stále pod francouzským mandátem. V roce 1941 udělila Francie Libanonu formální nezávislost; suverénním státem se stal 1. ledna 1944. Na základě tzv. národního paktu byla země v roce 1944 prohlášena parlamentní republikou. Poněkud odlišným vývojem prošlo státoprávní postavení Sýrie, která získala nezávislost po skončení druhé světové války v roce 1946, kdy francouzská vojska definitivně opustila mandátní území.

## Galerie

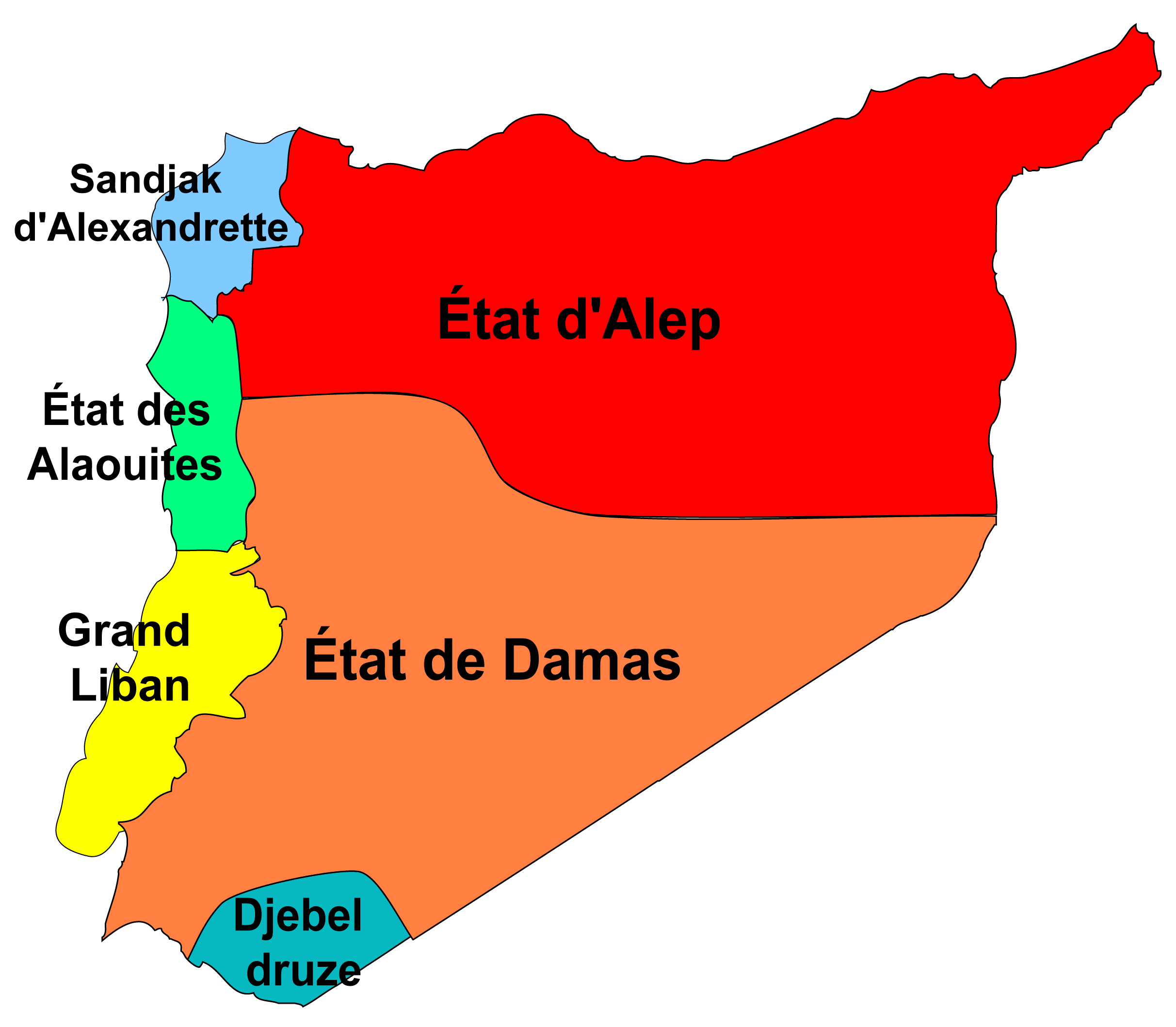
Mapka Francouzského mandátu Sýrie a Libanonu s vyznačením Velkého Libanonu („Grand Liban“)
Vlajka Sýrie pod francouzským mandátem (1920–1922)
Vlajka Sýrie pod francouzským mandátem (1922–1932)
Vlajka Sýrie pod francouzským mandátem (1932–1958)
Vlajka Libanonu pod francouzským mandátem (1920–1943/46)